# Homonota borellii
Homonota borellii (плямистий гекон Бореллі) — вид геконоподібних ящірок родини Phyllodactylidae. Мешкає в Південній Америці. Вид названий на честь італійського орнітолога Альфредо Бореллі.

## Опис
Homonota borellii — невеликий наземний гекон, довжина якого (без врахування хвоста) становить 42 мм. Верхня частина тіла світло-сірувато-коричнева, поцяткована темно-коричневим сітчастим візерунком і білуватими плямами. Нижня частина тіла білувата, нижня сторона хвоста легко поцяткована плямками.

## Поширення і екологія
Homonota borellii поширені переважно в центрі і на півночі Аргентини, а також спостерігалися в Парагваї. Можливо, вони також зустрічаються на півдні Болівії. Homonota borellii живуть в сухих, відкритих місцевостях, порослих чагарниками, зокрема в пампі, чако і еспіналі, трапляються в людських поселеннях. Вони ведуть нічний спосіб життя, живляться комахами.